# Psychotria klugii
Psychotria klugii är en måreväxtart som beskrevs av Paul Carpenter Standley. Psychotria klugii ingår i släktet Psychotria och familjen måreväxter. Inga underarter finns listade i Catalogue of Life.